# Moose Ali Khan
Masood „Moose“ Ali Khan (* 13. April 1966 in London, England) ist ein britisches Model und Schauspieler. Außerdem ist er als Yogalehrer tätig und komponiert themenbezogene Musik.

## Leben
Khan wurde am 13. April 1966 in London als Sohn muslimisch-indischer Eltern geboren. Er wuchs in London auf. Von 1976 bis 1984 besuchte er die Enfield Grammar School. Nach seinem dortigen Abschluss begann er ein Studium am Barnet and Southgate College – Colindale Campus in Nord-London. Im Alter von 20 Jahren begann er 1986 gemeinsam mit seinem Bruder Chazz Khan seine Karriere als Model. Er modelte unter anderen für Jean Paul Gaultier, Thierry Mugler, Issey Miyake, Katharine Hamnett oder Paul Smith. Anfänglich als Pause von seinem Pharmaziestudium gedacht, schaffte er es auf die Laufstege in Städten wie London, Paris, Mailand und Tokio. Von 2001 bis einschließlich 2006 machte er seinen Doctor of Philosophy am Open International University for Complementary Medicines in Dehiwala-Mount Lavinia in Sri Lanka.
In den nächsten Jahren erhielt Khan verschiedene Yogalehrgänge und wurde zertifizierter Yogalehrer. 2009 veröffentlichte er sein erstes Musikalbum The Yoga Sessions. Zwei Jahre später folgte The Yoga Sessions: Hang with Angels. Beide erschienen im Label Yoga Organix, im ersten war das Label White Swan Records zusätzlich beteiligt. Im selben Jahr feierte er sein Filmschauspieldebüt in der Rolle des Lord Jai im Film The Italian Key. 2016 hatte er eine Nebenrolle im Film Nocturnal Animals inne. Im Folgejahr war er als Pilot Khalib im Actionfilm Air Speed – Fast and Ferocious zu sehen. 2018 spielte er die Rolle des Khalia im Liebesfilm Karma Dog.
Er ist Vater eines Sohnes.

## Filmografie (Auswahl)
- 2011: The Italian Key
- 2016: Nocturnal Animals
- 2017: Air Speed – Fast and Ferocious (The Fast and the Fierce)
- 2018: Karma Dog

## Diskografie (Auswahl)
- 2009: The Yoga Sessions, Label: Yoga Organix/White Swan Records, Veröffentlichkeitsdatum: 15. Mai 2009
- 2011: The Yoga Sessions: Hang with Angels, Label: Yoga Organix, Veröffentlichkeitsdatum: 13. September 2011
- 2013: Mantra Grooves by Masood Ali Khan & Yogi Cameron, Label: Yoga Organix, Veröffentlichkeitsdatum: 2013